# Prix Fitzgerald
Le prix Fitzgerald est un prix littéraire français créé en 2011 par Marianne Estène-Chauvin, présidente de l'Académie Francis Scott Fitzgerald et propriétaire de l'Hôtel Belles Rives.
Depuis plus de 10 ans, le Prix Fitzgerald est la référence littéraire de la Côte d'Azur.

## Le prix
Remis début juin, le prix Fitzgerald récompense un roman, ou une nouvelle  en langue française ou traduite de l’anglais « reflétant l’élégance, l’esprit, le goût du style et l’art de vivre de l’écrivain américain F. Scott Fitzgerald ». L'auteur reçoit un chèque de 5 000 euros.
Le prix est remis à l’hôtel Belles Rives au Cap d'Antibes / Juan-les-Pins à l'initiative de Marianne Estène- Chauvin propriétaire de cet hôtel Art Déco, lieu  qu’occupèrent F. Scott et son épouse Zelda du temps où ce n’était encore que la villa Saint Louis et où il commença l’écriture de Tendre est la nuit,.
Tous les 5 ans, un second prix est remis.  En 2018, le Prix Gatsby a été remis à Nicolas Rey pour son œuvre Dos au mur. En 2021, le Prix Zelda a été remis à Dominique Bona pour sa fascinante biographie de Jacqueline de Ribes, Divine Jacqueline.
L'édition 2023 s'est déroulé le vendredi 9 juin 2023 lors d'une réception de 200 personnes où le cinéaste américain Quentin Tarantino s'est vu remettre le prix en personne.
L'édition 2025 s'est déroule le samedi 14 juin 2025 lors d'une réception de 280 invités où le lauréat a exécuté avec brio un discours en Anglais et Français.

## Jurys
Le jury est composé d’écrivains et de critique littéraires Bertrand de Saint-Vincent, Daphné Roulier-de Caunes, Marie-Dominique Lelièvre, Eric Neuhoff, François Armanet, Frédéric Beigbeder, Christophe Ono-dit-Biot, Hélène Fillières

## Lauréats
- 2011 : Les Privilèges de Jonathan Dee
- 2012 : Les Règles du jeu de Amor Towles[4]
- 2013 : Le Roman du mariage de Jeffrey Eugenides[5]
- 2014 : Les Derniers Jours du disco de Whit Stillman[6]
- 2015 : La Chute des princes de Robert Goolrick[7]
- 2016 : Parmi les 10 milliers de choses de Julia Pierpont
- 2017 : Les Jours enfuis de Jay McInerney
- 2018 : Beau Ravage de Christopher Bollen
- 2019 : L'amour est aveugle de William Boyd[8]
- 2021: Le Dernier Été en ville de Gianfranco Calligarich
- 2022: Tout comme toi de Nick Hornby
- 2023: Cinéma spéculations de Quentin Tarantino
- 2024: 48 indices sur la disparition de ma soeur de Joyce Carol Oates
- 2025: Le Paradis des fous de Richard Ford